# Limerence
Ne pas confondre avec Liminarité.
 (août 2016).
Si vous disposez d'ouvrages ou d'articles de référence ou si vous connaissez des sites web de qualité traitant du thème abordé ici, merci de compléter l'article en donnant les références utiles à sa vérifiabilité et en les liant à la section « Notes et références ».

Psyché ranimée par le baiser de l'Amour, de Antonio Canova, première version (1787–1793).

La limerence (souvent francisé en limérence) est un état d'esprit qui résulte d'une obsession  involontaire pour une autre personne et qui comprend généralement des pensées et des fantasmes obsessionnels, mélancoliques et un souci tragique pour cette personne. Il peut également se produire un désir de mener ou de maintenir une relation avec l'objet de son attirance et de voir ses émotions devenir multipliées lorsqu'un contact est établi. La limerence est aussi définie comme un état de désir intense et involontaire pour quelqu'un marqué par des pensées intrusives et une idolâtrie sur le long terme.
Ce concept de limerence est présenté par une psychologue américaine, Dorothy Tennov, comme une façon de concevoir l'attirance de manière scientifique, mais reste peu usité par les psychologues.

## Définition
Le terme « limerence » est un concept pensé et forgé par la psychologue américaine Dorothy Tennov (en) dans son essai Love and Limerence: The Experience of Being in Love (Amour et limerence : l'expérience de l'amour), publié en 1979 et réédité en 1999, pour décrire un concept issu de son travail au milieu des années 1960, où elle a interviewé plus de 500 personnes sur le sujet de l'amour.
Dorothy Tennov définit la limerence comme « un état interpersonnel involontaire qui implique des pensées intrusives, obsessionnelles et compulsives, des sentiments, et des comportements subordonnés à la réciprocité émotionnelle perçue chez l'objet d'intérêt ». Elle indique que la limerence, qui n'est pas que sexuelle, peut être définie en termes de ses effets possibles de source d'inspiration et par rapport à la théorie de l'attachement. Lynn Willmott reprend le concept de Tennov et la conçoit comme étant « un état d'adoration et d'attachement involontaire – potentiellement inspirant – à un objet limérent (OL) impliquant des pensées intrusives et obsédantes, des sentiments et comportements allant de l'euphorie au désespoir, subordonnés à la réciprocité émotionnelle perçue ».
Si le concept est devenu populaire dans la littérature de bien-être et les ouvrages de développement personnel américains, il ne s'est pas vraiment imposé dans la littérature scientifique. L'ouvrage d'origine a en effet été critiqué comme regorgeant d'exemples personnels anecdotiques, et développant une interprétation subjective des données recueillies. Et si Dorothy Tennov a appelé d'autres auteurs à approfondir ses recherches, rares sont les psychologues qui en aient eu l'intention.

## Caractéristiques
Le concept de limérence "fournit un découpage particulier du domaine sémantique de l'amour", et représente une tentative d'étude scientifique de la nature de l'amour obsessionnel. La limérence est considérée comme étant un état cognitif et émotionnel d'attachement ou même d'obsession avec une autre personne, et est typiquement ressentie de façon involontaire et caractérisé par un désir puissant pour la réciprocité de ses sentiments - une forme presque obsessive de l'amour romantique. Pour Tennov, "l'attirance sexuelle est une composante essentielle de la limérence ... l'objet limérent (LO), afin de devenir LO, doit être un partenaire sexuel potentiel". Il y est donc constaté une attirance physique importante, qui ne résulte pourtant pas totalement dans le désir de rapports sexuels. Un attachement émotionnel majeur est également lié au concept de limérence.
Willmott et Bentley définissent la limérence comme l'apparition d'un attachement aigu, inattendu et obsessif pour une personne (l'objet limérent). La limérence est caractérisée par des expériences internes telles que la pensée ruminante, l'anxiété et la dépression, la fixation temporaire et la désintégration de l'identité propre. Willmott et Bentley ont trouvé pendant leurs recherches que ces thèmes sont liés à des expériences antérieures non résolues et à des tentatives d'épanouissement personnel.
La limérence est parfois interprétée comme un engouement, ou ce que l'on appelle familièrement un "coup de foudre". Toutefois, dans le langage courant, l'engouement comporte des aspects d'immaturité et d'extrapolation à partir d'informations insuffisantes, et est généralement de courte durée. Tennov note que la limérence "peut se dissoudre peu après son initiation, comme dans le cas d'une amourette d'adolescent centrée sur les émotions immatures", mais elle s'intéresse davantage au moment où "les liens limités sont caractérisés par une cristallisation "entropique" telle que décrite par Stendhal dans son traité sur l'amour de 1822, où un nouvel engouement amoureux commence à se transformer de manière perceptible ... [et] les caractéristiques attrayantes sont exagérées et les caractéristiques non attrayantes ne reçoivent que peu ou pas d'attention ... [créant] un "objet limérent".
Selon Tennov, il existe au moins deux types d'amour: la "limérence", qu'elle décrit entre autres comme un "attachement amoureux", et l'"affection amoureuse", le lien qui existe entre un individu et ses parents et enfants. Elle note qu'une forme peut évoluer vers l'autre: les personnes dont la limérence a été remplacée par un lien affectif avec le même partenaire pourraient dire : "Nous étions très amoureux lorsque nous nous sommes mariés ; aujourd'hui, nous nous aimons beaucoup". Cette distinction est comparable à celle établie par les éthologues "entre les fonctions de formation et de maintien du couple de l'activité sexuelle", tout comme "l'attachement des théoriciens de l'attachement est très similaire à la réciprocité émotionnelle souhaitée dans la limérence de Tennov, et tous deux sont liés à la sexualité".
Nicky Hayes décrit la limérence comme "une sorte de passion infatuée et absorbante" qui n'est pas réciproque. Tennov l'assimile au type d'amour que Dante a éprouvé pour Béatrice - une personne qu'il a rencontrée deux fois dans sa vie et qui a servi d'inspiration pour Vita nuova et la Divine Comédie. C'est ce désir intense et inassouvi pour l'autre qui définit la limérence, où l'individu devient "plus ou moins obsédé par cette personne et passe une grande partie de son temps à fantasmer sur elle". La limérence ne peut durer que si les conditions de l'attirance ne sont pas remplies ; un renforcement occasionnel et intermittent est donc nécessaire pour soutenir les sentiments sous-jacents. Hayes note que "c'est la nature inaccessible de l'objectif qui rend le sentiment si puissant" et qu'il n'est pas rare que des personnes restent dans un état de limérence pour quelqu'un d'inaccessible pendant des mois, voire des années. Un exemple littéraire célèbre de limérence est fourni par l'amour sans contrepartie de Werther pour Charlotte dans le roman Les Souffrances du jeune Werther de Goethe.
La limérence se caractérise par des pensées intrusives et une sensibilité prononcée aux événements extérieurs qui reflètent la disposition de l'objet de la limérence à l'égard de l'individu. Elle peut être vécue comme une joie intense ou comme un désespoir extrême, selon que les sentiments sont réciproques ou non. C'est l'état d'une personne complètement emportée par une passion ou un amour déraisonnable, allant jusqu'à un comportement de type addictif. En général, la personne limérente est inspirée par une passion ou une admiration intense pour quelqu'un. La limérence peut être difficile à comprendre pour ceux qui n'en ont jamais fait l'expérience, et elle est donc souvent rejetée par les personnes qui n'en font pas l'expérience comme un fantasme ridicule ou une construction de fiction romantique.
Tennov différencie la limérence des autres émotions en affirmant que l'amour implique une préoccupation pour le bien-être et les sentiments de l'autre personne. Bien que la limérence ne l'exige pas, ces préoccupations peuvent certainement être incorporées. L'affection et la tendresse n'existent qu'en tant que disposition à l'égard d'une autre personne, que ces sentiments soient réciproques ou non, alors que la limérence désire profondément la réciprocité, mais elle reste inchangée, qu'elle soit rendue ou non. Le contact physique avec l'objet n'est ni essentiel ni suffisant pour une personne qui éprouve de la limérence, contrairement à une personne qui éprouve de l'attirance sexuelle. Lorsque des schémas d'attachement antérieurs malsains ou des traumatismes influencent la limérence, l'objet de la limérence peut être interprété comme une idéalisation de la ou des figures impliquées dans l'attachement antérieur malsain ou le traumatisme. L'absence de réciprocité peut dans ce cas servir à renforcer les leçons apprises lors d'expériences d'attachement antérieures et malsaines, et donc à renforcer la limérence.

## Composantes
La limérence implique une pensée intrusive à l'égard de l'objet de la limérence. D'autres caractéristiques incluent un désir aigu de réciprocité, la peur du rejet et une timidité troublante en présence de l'objet limérent. Dans le cas où le désir ne serait pas partagé, un soulagement transitoire peut être trouvé en imaginant vivement une réciprocité de la part de l'objet du désir. Tennov suggère que les sentiments de limérence peuvent être intensifiés par l'adversité, les obstacles ou la distance - "intensification par l'adversité". Une personne limérente peut être particulièrement sensible à tout acte, pensée ou situation qui pourrait être interprétée favorablement. Cela peut inclure une tendance à rationaliser des gestes neutres comme étant plutôt des signes secrets d'une passion cachée de l'objet limérent. 
Une personne vivant la limérence éprouve des sentiments d'une intensité telle qu'elle relègue les autres préoccupations à l'arrière-plan. Dans ses pensées, cette personne a tendance à mettre l'accent sur ce qui est admirable dans l'objet de la lubricité et à éviter tout attribut négatif ou problématique.
Pensées intrusives et fantasmes
Au plus fort de la limérence, les pensées de l'objet (ou de la personne) de la limérence sont à la fois persistantes, involontaires et intrusives. Ces "pensées intrusives à propos de l'OL ... semblent être d'origine génétique": En effet, la limérence est avant tout un état d'obsession cognitive. Cela pourrait être dû à un faible taux de sérotonine dans le cerveau, comparable à celui des personnes souffrant de troubles obsessionnels compulsifs. Tous les événements, associations, stimuli et expériences renvoient des pensées à l'objet liminaire avec une constance déconcertante, tandis qu'inversement, les pensées constantes sur l'objet liminaire définissent toutes les autres expériences. Si une certaine pensée n'a pas de lien antérieur avec l'objet liminaire, elle en a immédiatement un. Le fantasme limérent n'est pas satisfaisant s'il n'est pas ancré dans la réalité, parce que la personne vivant ces fantasmes peut vouloir que le fantasme semble réaliste et quelque peu possible. Dans les cas les plus graves, les pensées intrusives de limérent peuvent occuper complètement les heures de veille d'un individu, entraînant, comme dans le cas d'une dépendance grave, une perturbation importante ou totale des intérêts et des activités normales du limérent, y compris de son travail et de sa famille. Pour les limérents en série, cela peut se traduire par un échec scolaire, professionnel et familial débilitant, qui dure toute la vie.
Les fantasmes portant sur des idées farfelues sont généralement abandonnés par le fantasmeur. Parfois, le fantasme est rétrospectif : des événements réels sont rejoués de mémoire avec une grande vivacité. Cette forme prédomine lorsque ce qui est considéré comme une preuve de réciprocité possible peut être revécu (une sorte d'histoire sélective ou révisionniste). Dans les autres cas, le fantasme long est anticipatif ; il commence dans le monde quotidien et culmine lors de la réalisation de l'objectif limérent. Un fantasme limérent peut également impliquer un événement inhabituel, souvent tragique.
Les longs fantasmes constituent des passerelles entre la vie ordinaire de l'adepte et le moment extatique intensément désiré. La durée et la complexité d'un fantasme dépendent du temps disponible et de l'absence de distractions. La félicité du moment imaginé de consommation est plus grande lorsque les événements imaginés pour le précéder sont possibles (bien qu'ils représentent souvent de graves écarts par rapport au probable). Ce n'est pas toujours très agréable, et lorsque le rejet semble probable, les pensées se concentrent sur le désespoir, parfois jusqu'au suicide. Le caractère agréable ou désagréable de l'état semble presque sans rapport avec l'intensité de la réaction. Bien que la direction du sentiment, c'est-à-dire heureux ou malheureux, change rapidement, avec des "poussées spectaculaires d'optimisme et de désespoir", l'intensité des pensées intrusives et involontaires change moins rapidement, et seulement en réponse à une accumulation d'expériences avec l'objet limérent particulier.
Il arrive que la personne en proie à la limérence rêve de fantaisies. Les rêves dégagent de fortes émotions et du bonheur lorsqu'ils sont vécus, mais se terminent souvent en désespoir lors du réveil. Les rêves peuvent réveiller des sentiments forts à l'égard de l'objet de la lubricité après qu'ils ont décliné.
Peur du rejet
L'accent mis sur les qualités perçues comme exceptionnelles et la dévotion à leur égard s'accompagnent d'un doute important quant à la réciprocité des sentiments : le rejet. Le doute de soi est considérable et conduit à une "incapacité personnelle qui s'exprime par une timidité troublante en présence de la personne", ce qui provoque la misère et galvanise le désir.
Dans la plupart des cas, ce qui détruit la limérence, c'est une période suffisamment longue sans réciprocité. Bien qu'il semble que la limérence progresse dans l'adversité, l'inconfort personnel peut l'entraver. Ce malaise résulte de la crainte des opinions de l'objet de la limérence.
L'espoir
La limérence se développe et se maintient lorsqu'il existe un certain équilibre entre l'espoir et l'incertitude. L'espoir limérent ne repose pas sur la réalité objective, mais sur la réalité telle qu'elle est perçue. La tendance est de passer au crible les nuances du discours et les subtilités du comportement pour trouver des preuves de l'espoir limpide. "Les amoureux, bien sûr, sont notoirement des épistémologues frénétiques, qui, après les paranoïaques (et les analystes), sont des lecteurs de signes et de merveilles. Les "petites choses" sont remarquées et analysées sans relâche pour en dégager le sens. Cette préoccupation excessive pour des futilités n'est peut-être pas totalement infondée, car le langage corporel peut indiquer un sentiment réciproque. Ce que l'objet liminaire a dit et fait est rappelé avec vivacité. D'autres significations sont recherchées pour les comportements évoqués. Chaque mot et chaque geste est disponible en permanence pour examen, en particulier ceux qui sont interprétés comme des preuves en faveur d'un sentiment réciproque. Lorsque des objets, des personnes, des lieux ou des situations sont rencontrés avec l'objet limérent, ils sont vivement évoqués, en particulier si l'objet limérent a interagi avec eux d'une manière ou d'une autre.
La conviction que l'objet limérent ne rend pas et/ou ne rendra pas la pareille ne peut être atteinte qu'avec beaucoup de difficultés. La limérence peut être poussée assez loin avant que la reconnaissance du rejet ne soit authentique, surtout si elle n'a pas été abordée ouvertement par l'objet de la limérence.
La solitude
Shaver et Hazan ont observé que les personnes souffrant de solitude sont beaucoup plus sensibles à la limérence, arguant que "si les gens ont un grand nombre de besoins sociaux non satisfaits et n'en sont pas conscients, alors un signe que quelqu'un d'autre pourrait être intéressé se transforme facilement dans l'imagination de cette personne en bien plus que le contact social amical qu'il aurait pu être. En s'attardant sur le souvenir de ce contact social, la personne solitaire en vient à l'amplifier pour en faire une expérience émotionnelle profonde, qui peut être très différente de la réalité de l'événement".

### Œuvres
- (en) Harville Hendrix, Keeping The Love You Find : A Guide for Singles, Atria Books, 1992, 303 p. (ISBN 978-0671734206)
- (en) Anders Ågmo, The Naked Ape Trilogy : Naked Ape/Human Zoo/Intimate Behaviour, Jonathan Cape, 1994, 560 p. (ISBN 978-0224041409)
- (en) John Leggett, Suzanne Malm et Larry Reynolds, The Eighteen Stages of Love : Its Natural History, Fragrance, Celebration and Chase, Rowman & Littlefield Publishers, 1995, 280 p. (ISBN 978-1882289349)
- (en) Linda K. DeBruyne, Eleanor Noss Whitney et Frances Sizer Webb, Health : Making Life Choices, McGraw-Hill Education, 1998, 816 p. (ISBN 978-0078800436)
- (en) Harville Hendrix, Keeping The Love You Find : A Guide for Singles, Greenwood Publishing Group, 1998, 312 p. (ISBN 978-0275957261)
- (en) Anders Ågmo, Romantic love and sexual behavior : Perspectives from the social sciences, Academic Press Inc, 2007, 489 p. (ISBN 978-0123705907)